# Jorien van den Herik
Jorien van den Herik, né le 11 novembre 1943 à Sliedrecht, est un homme d'affaires et dirigeant de football, qui a dirigé le Feyenoord Rotterdam de 1992 à 2006. Il est connu pour avoir payé certains transferts avec son argent personnel et pour avoir été surnommé GKL, pour Grote Kale Leider (« Grand Leader Chauve »), par les supporters de Feyenoord.

## Biographie
Jorien van den Herik est issu d'une famille protestante réformée. Son implication dans les activités religieuses est assez importante puisqu'il est à 15 ans le président de la YMCA de Zwijndrecht.
Il connaît un cours passage dans le monde politique au sein de D66.
Dans les années 1970, Jorien van den Herik rencontre Gerard Kerkum, futur président de Feyenoord, lors d'un voyage d'affaire en Arabie Saoudite. C'est à la suite de cette rencontre qu'il lui sera demandé de rejoindre le businessclub de Feyenoord en 1983, puis de devenir président du groupe Vrienden van Feyenoord. Il finance ensuite les transferts de Lars Elstrup et Antal Roth avec ses deniers personnels, donnant 2 500 000 florins à Feyenoord pour ce faire. Il est ensuite président de la société gestionnaire du Stade Feijenoord, avant d'être nommé trésorier de Feyenoord en 1989, une occasion pour lui de « surveiller son argent ». Cette période correspond à la crise financière que Feyenoord subit en raison de la déflexion de HCS, sponsor principal du club. Le club est alors en 1991 quasi en faillite et Van den Herik prend le contrôle du club. 
À partir de 1995, il est le principal protagoniste de l'affaire FIOD. Une affaire de soupçon de fraude fiscale et de détournement d'argent sur les transferts de trois joueurs (Aurelio Vidmar, Christian Gyan et Patrick Allotey). Une peine de douze mois de prison est requise envers lui, mais il est finalement acquitté par la Cour suprême des Pays-Bas.
La fin de sa période de président à Feyenoord est mouvementée. Désireux de quitter le club dès 2003, une commission spéciale présidée par Gerard Kerkum est créée dans les années qui suivent pour évaluer sa présidence et envisager des restructurations au sein de Feyenoord. Cette commission provoque son départ en 2006.

## Annexe